# Vincent Montana, Jr.
Vincent Montana, Jr., né le 12 février 1928 à Philadelphie et mort le 13 avril 2013, est un vibraphoniste, producteur, compositeur et arrangeur américain. Plus connu en tant que membre du groupe MFSB, il est également le fondateur du Salsoul Orchestra, l'orchestre officiel du label Salsoul Records.
Comme de nombreux autres membres de MFSB, Vincent Montana faisait également partie des musiciens du Salsoul Orchestra, en tant que vibraphoniste. Les deux orchestres enregistrèrent d'ailleurs aux célèbres Sigma Sound Studios de Philadelphie.

## Œuvre musicale

### House music
Durant les années 1990, Vincent Montana collabore avec des artistes de musique house tels que Masters at Work, qui raviveront d'étincelants succès des années 1970 aux notes disco ; ce sera notamment le cas du titre Runaway initialement interprété par Loleatta Holloway en 1977, avec le Salsoul Orchestra, puis réenregistré façon house music par les Masters at Work, avec la voix de La India, en 1996.